# Haemodoryida
Haemodoryida là một chi bọ cánh cứng trong họ Chrysomelidae.
Chi này được miêu tả khoa học năm 1942 bởi Chen.

## Các loài
Chi này gồm các loài:
- Haemodoryida sanguinea Chen, 1942